# MC-130 (航空機)
MC-130 コンバット・タロン
MC-130H コンバット・タロン II
- 用途：特殊部隊支援輸送機
- 製造者：ロッキード（現 ロッキード・マーティン）
- 運用者： アメリカ合衆国（アメリカ空軍）
- 初飛行：

  - MC-130E：1960年代
  - MC-130H：1992年
  - MC-130P：1987年
  - MC-130W：2006年
- 生産数：

  - MC-130E：14機
  - MC-130H：24機
  - MC-130P：28機
  - MC-130W：1機（計画12機）
- 運用状況：現役
- ユニットコスト：
（全てC-130Hから改造）
  - MC-130E：7,500万USドル
  - MC-130H：1億5,500万USドル
  - MC-130P：7,500万USドル
  - MC-130W：6,000万USドル
- 原型機：C-130

MC-130 コンバット・タロン（英語: MC-130 Combat Talon）は、アメリカ空軍が運用するC-130 ハーキュリーズをベースに特殊作戦に従事するための改装が施された輸送機・特殊作戦機である。MC-130の「M」はMultimissionを意味する。
主たる任務に、政治的に敏感または敵対的な地域における特殊作戦部隊の浸透・脱出・再供給任務、特殊作戦ヘリコプターや垂直離着陸機への空中給油、空中投下などがある。
MC-130には用途を異にする幾つかのバリエーションがあり、MC-130E コンバット・タロン I（初飛行は1966年）、MC-130H コンバット・タロン II（同1990年）、MC-130P コンバット・シャドウ（同1987年）、MC-130W コンバット・スピアー（同2006年）の4つが知られている。また、2011年以降、最新型のMC-130J コマンドー IIの導入が進められており、MC-130シリーズの老朽機を置き換えている。
タロン（Talon）とは“かぎづめ”、シャドウ（Shadow）とは“影”、スピアー（Spear）とは“槍”のことである。

## 概要

### MC-130E コンバット・タロン I
MC-130Eは、1960年代の初期に開発され、HSLLADS（高速低空空中投下装置）、電子戦機器、赤外線暗視装置、地形追随レーダーを装備し、地形追随飛行することで、敵の防空網を突破することができる。
また、フルトン回収システムを装備しており、これは僻地での救助、回収に用いられるもので、機首にV字型のアームを装備している。このためこの機体の判別は容易である。
MC-130Eが初めて投入されたのはベトナム戦争での「ストレイ・グース（迷えるガチョウ）作戦」で、単機での敵支配空域への潜入を成功させた。その後、パナマ侵攻、湾岸戦争、アメリカ軍のアフガニスタン侵攻、イラク戦争でも投入され、湾岸戦争、アフガニスタン紛争、イラク戦争ではBLU-82 デイジーカッターの投下や、CSAR（戦闘地域でのベイルアウトしたパイロットの救出）などに用いられた。

### MC-130H コンバット・タロン II

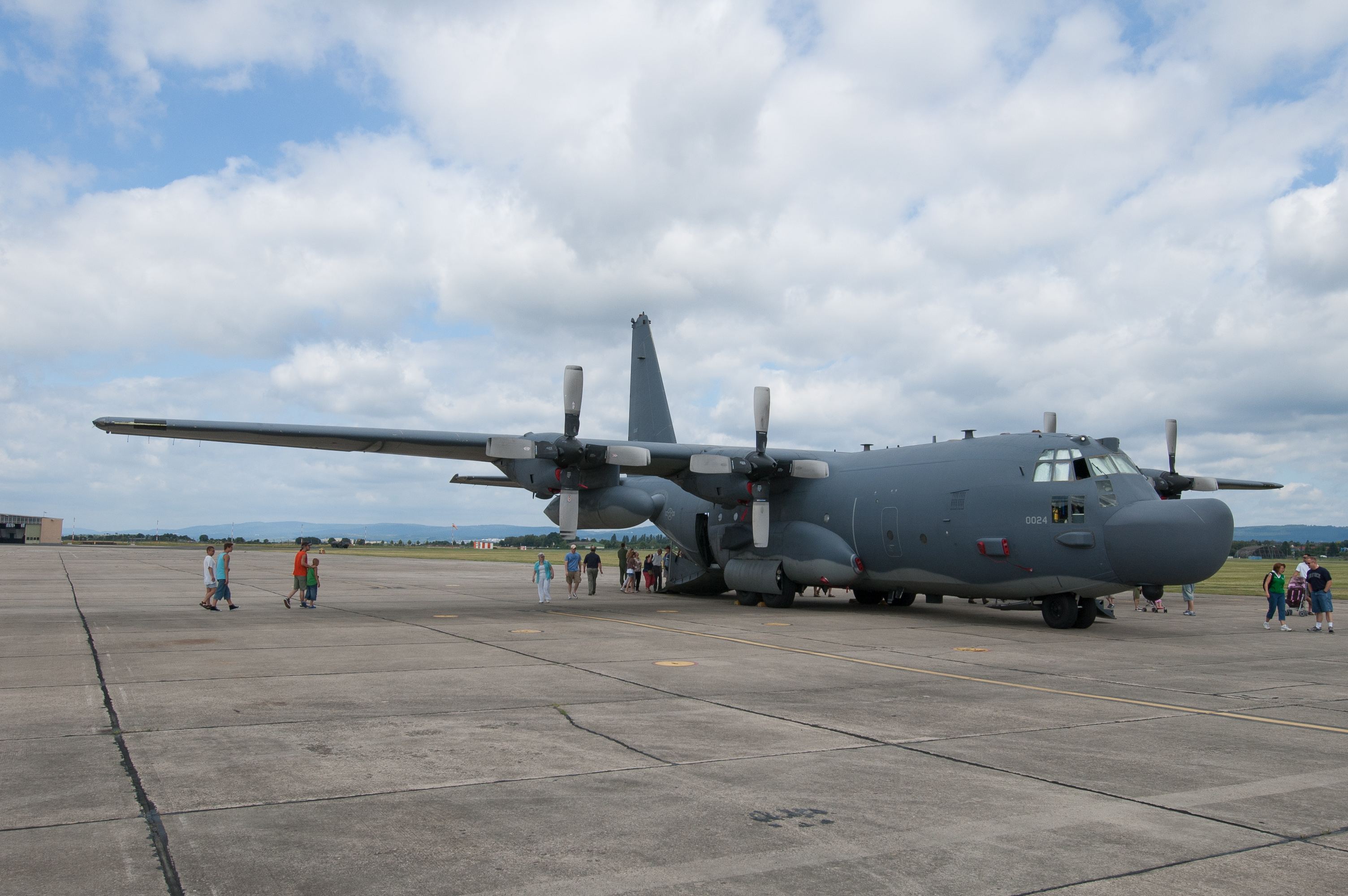
MC-130H コンバット・タロン II

MC-130Hは、イーグルクロー作戦の教訓を生かし、1980年代の初期から開発が開始された。
-E型からの変更点は機体構造の強化（機体後部とローディングベイ）や、搭載機器の更新（特筆されるのはGPSの装備）などで、AN/APQ-170レーダーとAN/AAQ-17赤外線航法装置により悪天候でも高度250ftでの地形追随飛行が可能になると共に、GPSの装備により的確なルート飛行が可能になり、目標到達時間が短縮された。
また、内部機器の更新によって省力化が図られ、-E型では最大運用に9名を必要としたのに対し、-H型では6名となっている。また、-H型にはフルトン回収システムは装備されていない。
MC-130Hが初めて投入されたのは、1996年のリベリア内乱で、現地のアメリカ大使館の2000人の一般市民の避難を援助するための特殊部隊の投入に用いられた。その後何回にもわたって、同じような救出作戦に用いられ、特に1997年コンゴ共和国における救出作戦では、その功績をたたえてクルーにマッカイ・トロフィーが送られている。

### MC-130P コンバット・シャドウ

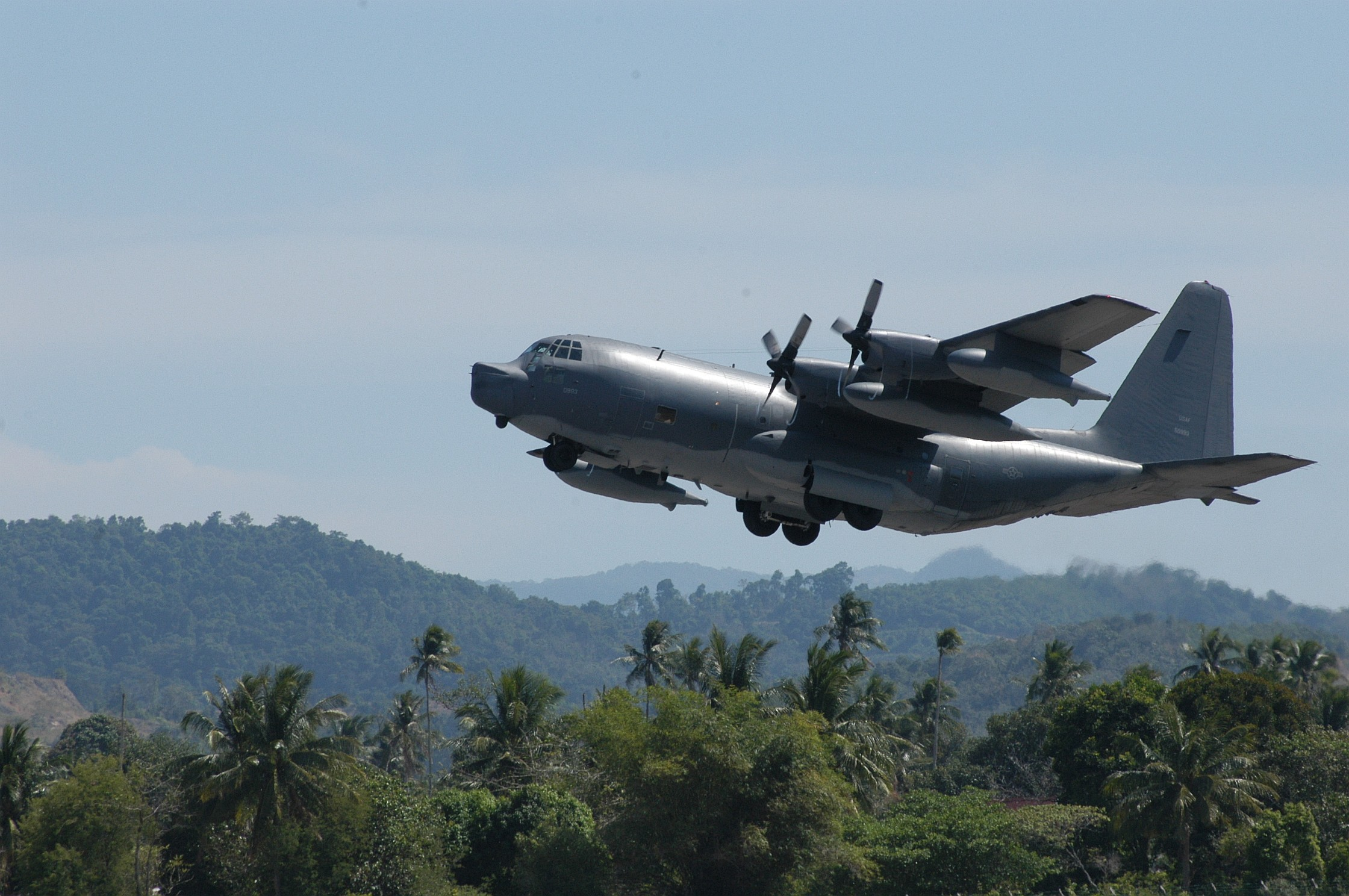
MC-130P 外翼に空中給油ポッドを装備している

MC-130Pは、もともとHC-130Hとして敵地での捜索救難支援機として設計されたもので、その後救難ヘリコプターに対する空中給油能力を搭載して、HC-130N、HC-130Pとなった。
-P型と-N型の相違点は-P型にフルトン回収システムが装備されていることのみであったが、これは1982年に死亡事故が発生したことにより廃止され、相違が無くなったことに伴い、1996年にAFSOCはこの機体の任務を正確に反映するためMC-130Pと名称変更した。この結果、ほとんど他のMC-130シリーズと任務上は相違が無いが、主に夜間の侵攻作戦よりも昼間の救出作戦の支援（救難ヘリコプターへの空中給油）や物資投下などに用いられることが多いようである。（それがシャドウの名の由縁でもある）低高度での物資投下の安全高度は500ft以上である。
2000年には能力改善改修が行われ、改良された航法システム、通信装置、脅威検出対策装置、GPS、共通型スリップウェイ搭載空中給油装置（UARRSI）、外部照明などが装備された。

### MC-130W コンバット・スピアー

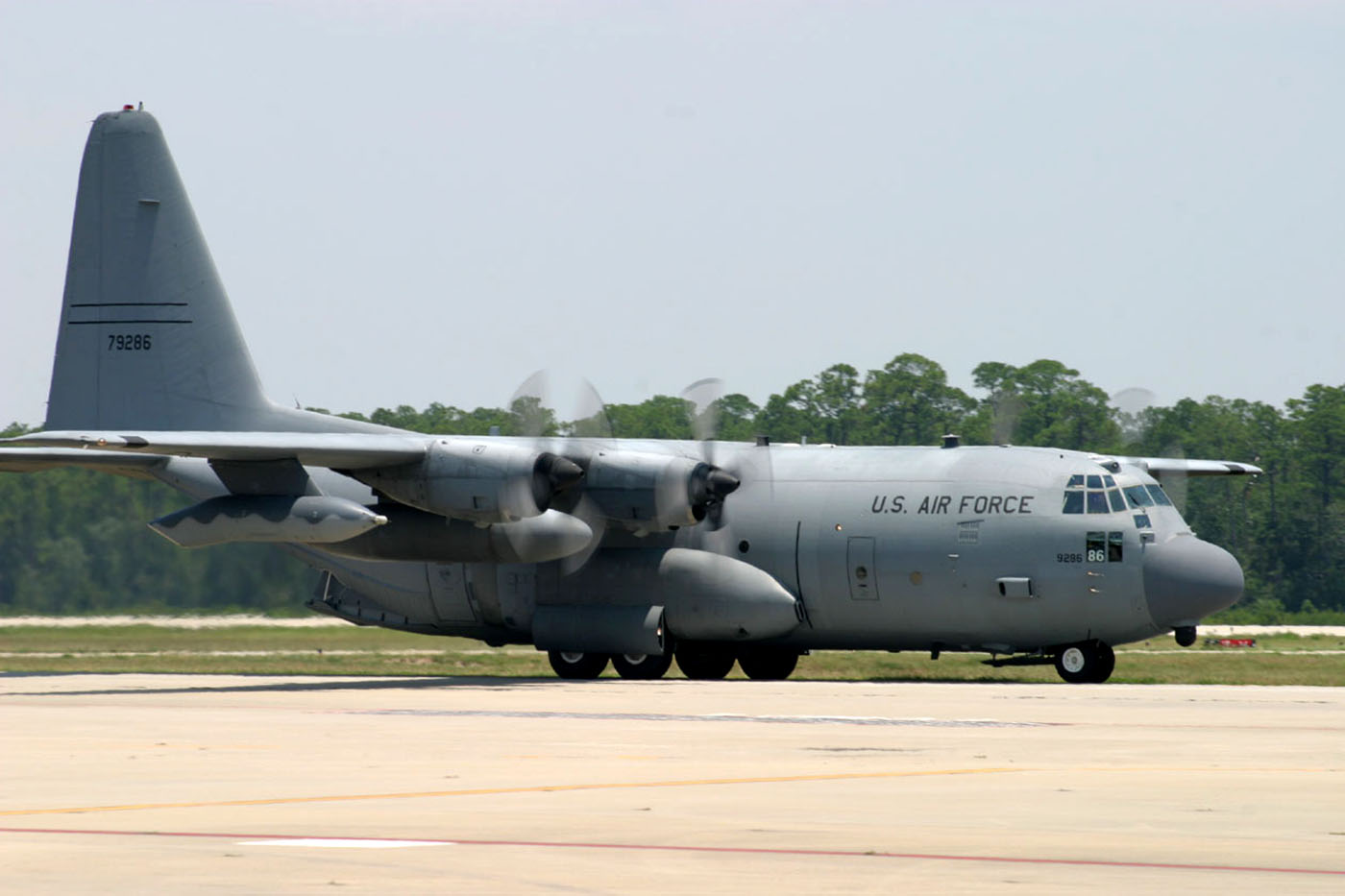
MC-130W

MC-130Wは、2006年にロビンス空軍基地でAFSOCにより初めて公表されたシリーズで、1987年-1990年製造のC-130Hを改造する形で生産された。
他のMC-130シリーズと同様の作戦が可能なように、カラーディスプレイを搭載したAN/APN-241気象/航法レーダーやAN/AAQ-17赤外線航法装置が装備されている。また、新型のMk 32B-902E空中給油ポッドの装備により、現在アメリカ軍で調達が進められているCV-22 オスプレイへの空中給油能力を獲得している。H型からの更なる後部カーゴベイの強化も行われ、より高速での貨物投下が可能である。
12機が計画されており、2006年10月現在で1機のみが就役している。

### MC-130J コマンドー II

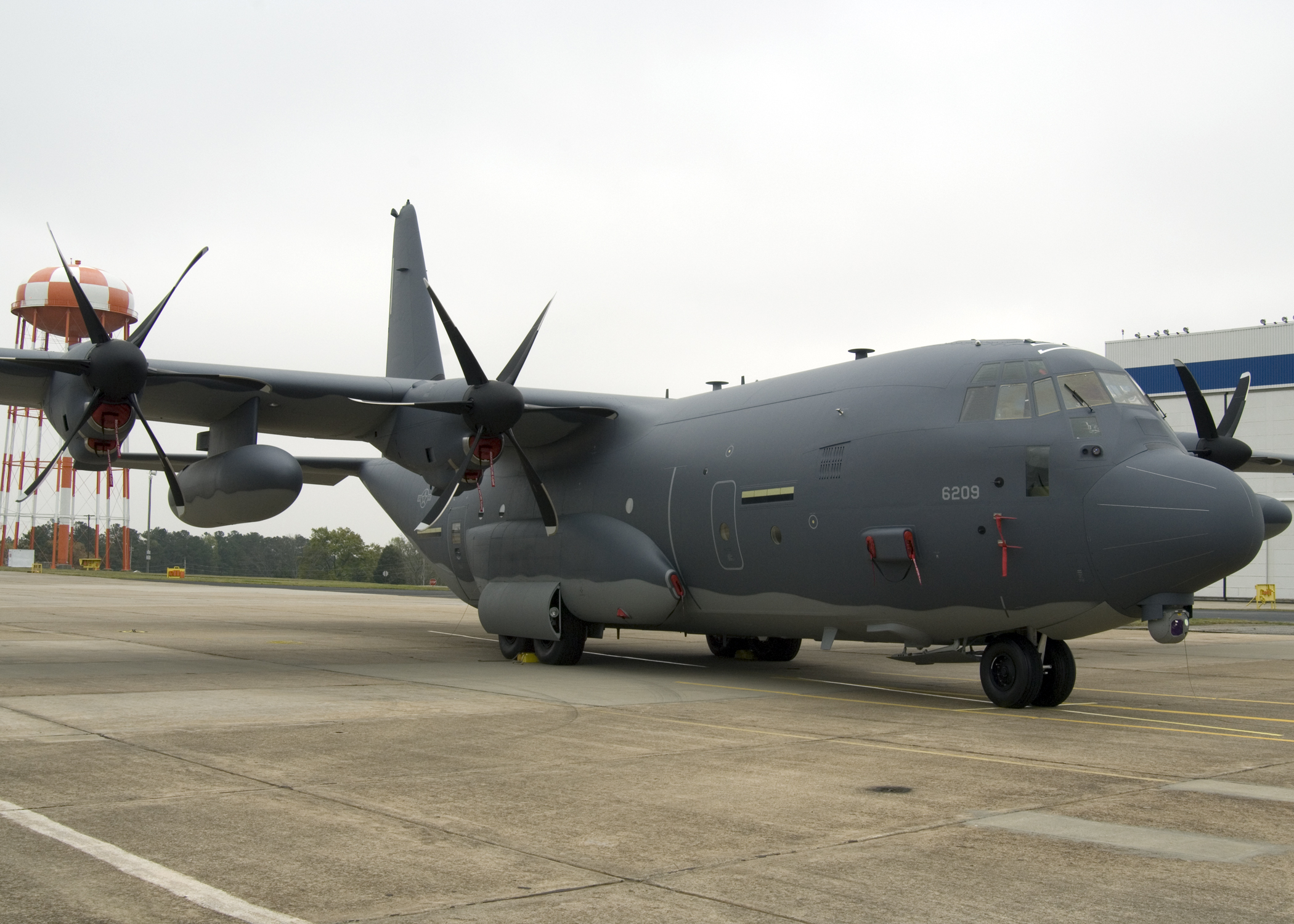
MC-130J

MC-130Jは、MC-130EやMC-130Pの老朽機の置き換えを目的として、2011年から配備が進められている最新型。導入当初はコンバット・シャドウIIと呼称されていた。
C-130Jをベースとする機体で、グラスコクピット化やAE2100-D3エンジンの採用、六翅プロペラの採用など、C-130シリーズとして最も先進的な機体構成を有する。ベースとなったC-130Jは航法士を廃止して2名での操縦を可能にしているが、MC-130Jでは空いた航法士席に戦闘システム管制官（CSO）席を設けている。また、ウィングレットの装着も研究されている。

## 仕様
|                     | MC-130E | MC-130H | MC-130P | MC-130W |
| ------------------- | --- | --- | --- | --- |
| 乗員 （最大運用時） | 9名 | 6名 | 8名 | 7名 |
| 全長                | 30.7m | 30.4m | 30.7m | 30.09m |
| 全幅                | 40.4m | 40.4m | 40.4m | 40.4m |
| 全高                | 11.7m | 11.7m | 11.7m | 11.7m |
| 最大積載重量        | 不明 | 不明 | 不明 | 15 t |
| 最大離陸重量        | 69.750t | 69.750t | 69.750t | 69.750t |
| エンジン            | アリソン・エンジン社製T56-A-15ターボプロップ×4 | アリソン・エンジン社製T56-A-15ターボプロップ×4 | アリソン・エンジン社製T56-A-15ターボプロップ×4 | アリソン・エンジン社製T56-A-15ターボプロップ×4 |
| 出力                | 4,910shp×4 | 4,910shp×4 | 4,910shp×4 | 4,910shp×4 |
| 最大速度            | 480km/h=M0.39 | 480km/h=M0.39 | 465km/h=M0.38 | 480km/h=M0.39 |
| 航続距離            | 4,340km | 4,340km | 6,400km以上 | 1,940km（最大積載時） |
| 実用上昇限度        | 10,000m | 10,000m | 10,000m | 10,000m |
| 装備                | （すべて-E型に関するもの） AN/APQ-170気象/航法レーダー AN/AAQ-17赤外線航法装置 QRC-84-02A対赤外線アクティブジャマー ALR-69 RWR AN/ALE-40チャフ・フレアディスペンサー | （すべて-E型に関するもの） AN/APQ-170気象/航法レーダー AN/AAQ-17赤外線航法装置 QRC-84-02A対赤外線アクティブジャマー ALR-69 RWR AN/ALE-40チャフ・フレアディスペンサー | AN/APN-147気象/航法レーダー 赤外線航法装置 APN-59Eレーダー 赤外線ミサイル発射警報装置 ALR-69 RWR AN/ALE-40チャフ・フレアディスペンサー KY-58/KY-75 UHF,VHF,VHF-FM/HF,SATCOM無線装置 | AN/APN-241気象/航法レーダー AN/AAQ-17赤外線航法装置 QRC-84-02A対赤外線アクティブジャマー ALR-69(V) RWR、AN/AAR-44 RWR AN/ALE-40チャフ・フレアディスペンサーなど |